# Holophaea vesta
Holophaea vesta är en fjärilsart som beskrevs av Heinrich Benno Möschler 1877. Holophaea vesta ingår i släktet Holophaea och familjen björnspinnare. Inga underarter finns listade i Catalogue of Life.